# 魚卵

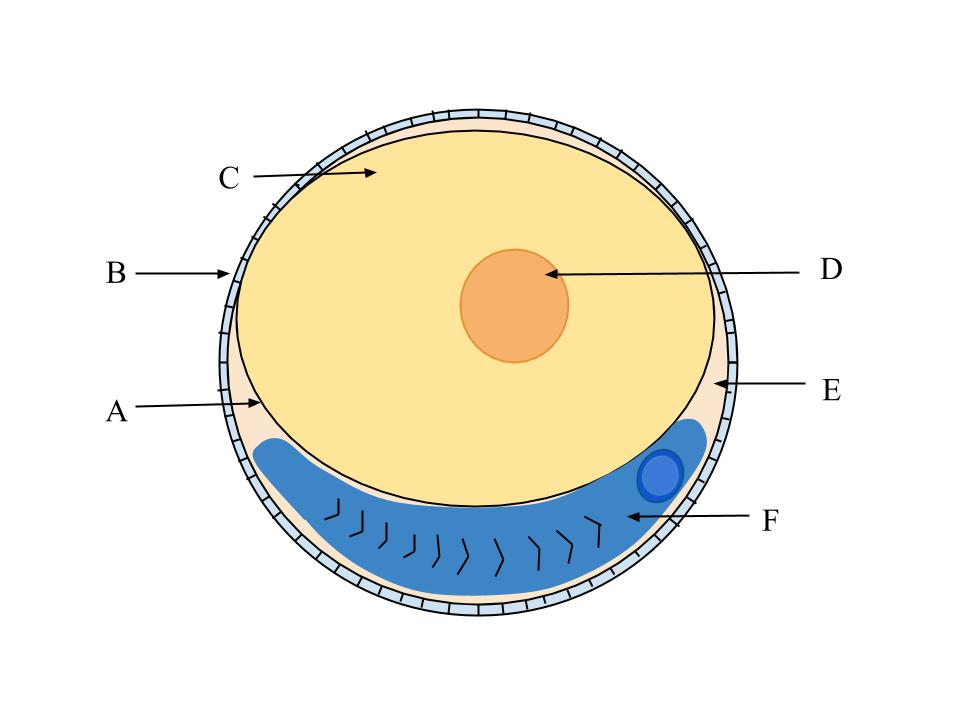
魚卵の構造図。A.卵黄膜、B.卵膜、C.卵黄、D.油球、E.囲卵腔、F.胚

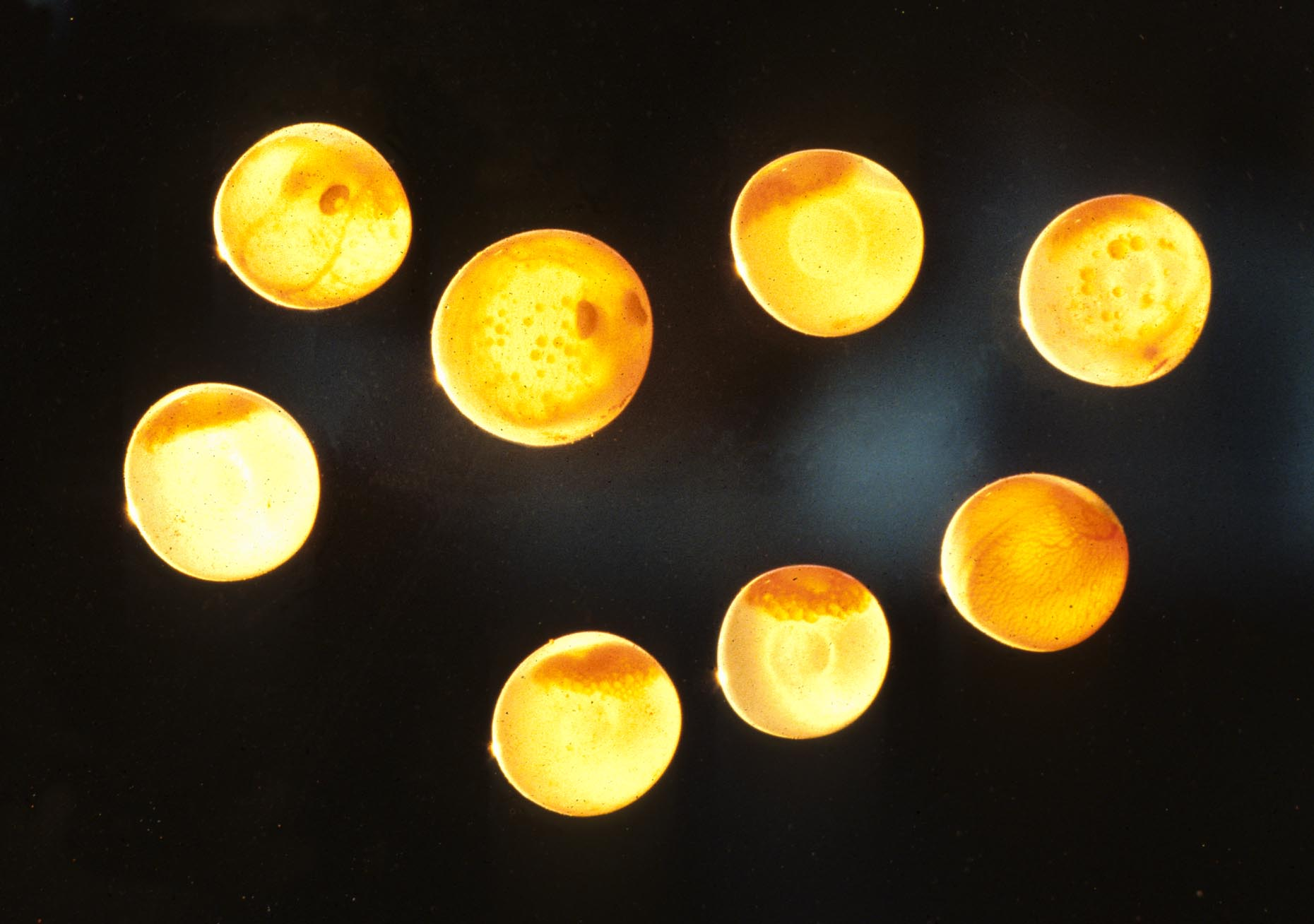
サケ科魚類の卵

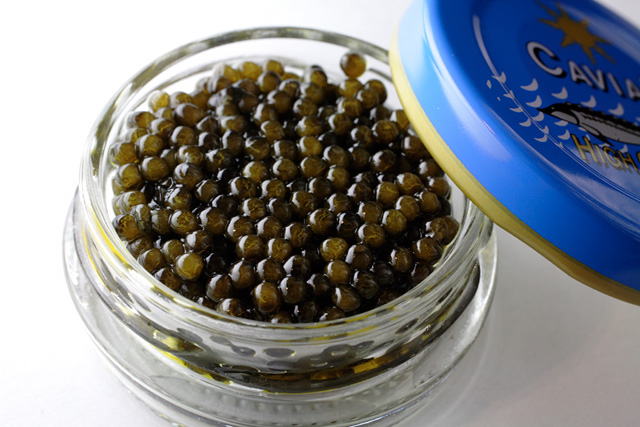
キャビア（ロシア産ベルーガ）

魚卵（ぎょらん）は、字義どおりには魚類（あるいは広義には魚介類）の卵のことである。ただし日本語において、食品として「魚卵」と呼ぶ場合は産卵済みの卵を指すことは稀で、メスが体内に持つ成熟した卵巣や、それをほぐしたものを指し、生物学的には内臓または卵細胞とされているものを指す。食品として扱われる場合には、魚介類のうち魚類の卵巣は、固有の名称を持つ魚種もあるが、真子（まこ）と総称される。
本項では食品呼称の魚卵について記述する。

## 概要
魚卵は蛋白質や、ビタミン、ミネラル他、DHAやEPAなどが豊富な食材である。
日本では嗜好品として、あるいは正月祝いの席などでよく見られる食材である。日本で食べられている魚卵には、世界的にあまり普及していないものもある。世界的に普及しているものとしてはキャビアが挙げられる。

### ワインとの相性
多くのワインと魚介類、特に魚卵は相性が悪く、同時に食すと二価の鉄イオン（Fe2+）と1-オクテン-3-オンなどの有機化合物が発生し生臭く感じてしまう。このような組み合わせに出会ってしまった場合、食べるのを避ける要因になりかねない。ワインを常飲している国では、魚介類にサワークリームを添えるなどの工夫を加えて食されている。

## 日本で一般的な魚卵

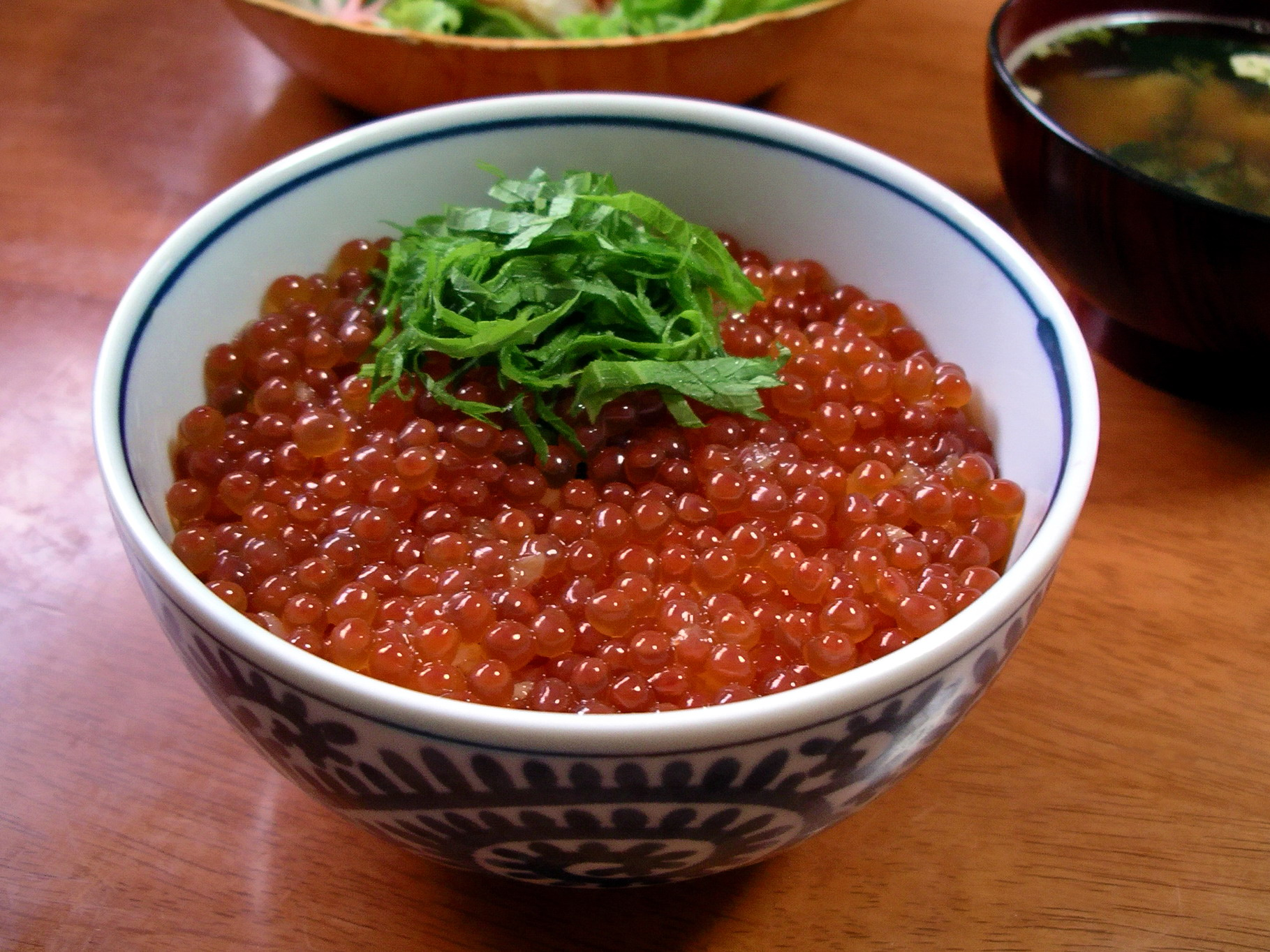
イクラ丼

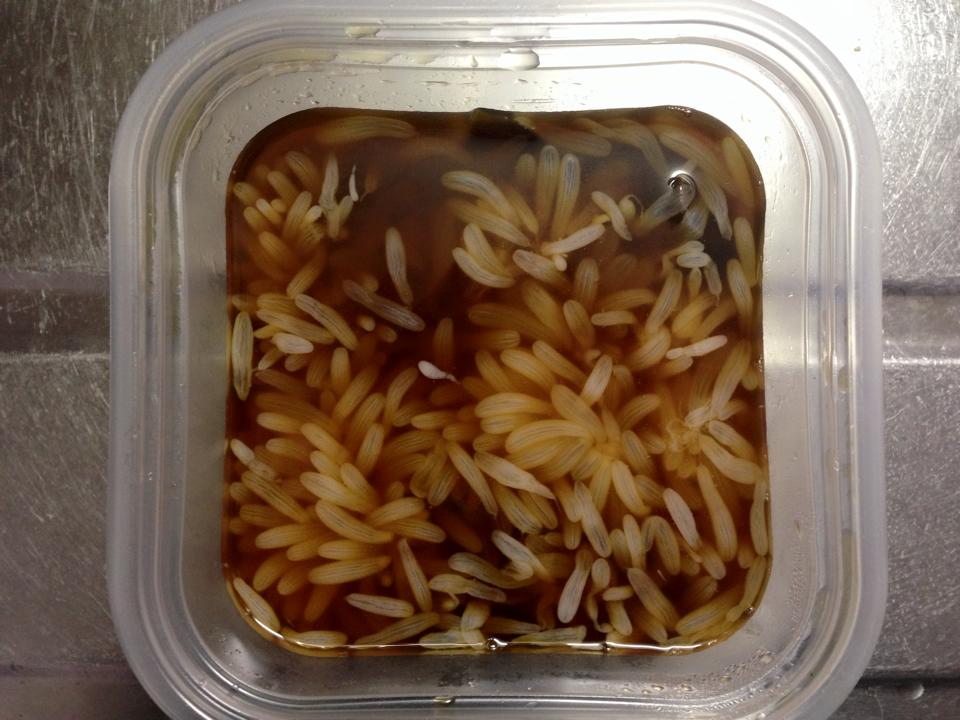
たこまんま

厳密には魚類の卵ではない場合でも見た目や食べ方が類似するものは魚卵として扱われることがある。
- 数の子：ニシンの卵巣。
- 筋子：ほぐす前の鮭の卵巣。
- イクラ：鮭の卵巣（筋子）をほぐし、しょうゆ漬けにしたもの。
- たらこ：スケトウダラの卵巣の塩漬け。
- 辛子明太子：たらこを唐辛子などで漬け込んだもの。
- カラスミ：ボラなどの卵巣を塩漬けし、塩抜き後、乾燥させたもの。
- とびこ：トビウオの卵巣をほぐしたもの。
- たこまんま：ヤナギダコの卵巣をほぐしたもの。
- 海藤花：マダコの卵巣をほぐしたもの。明石市の名産。
- ししゃも：キュウリウオ目キュウリウオ科の魚のシシャモ（またはカペリン（カラフトシシャモ）を食用とする。日本では成熟した卵巣を体内に持った状態で焼いて食されることが多い。

## 日本国外で食用とされる魚卵

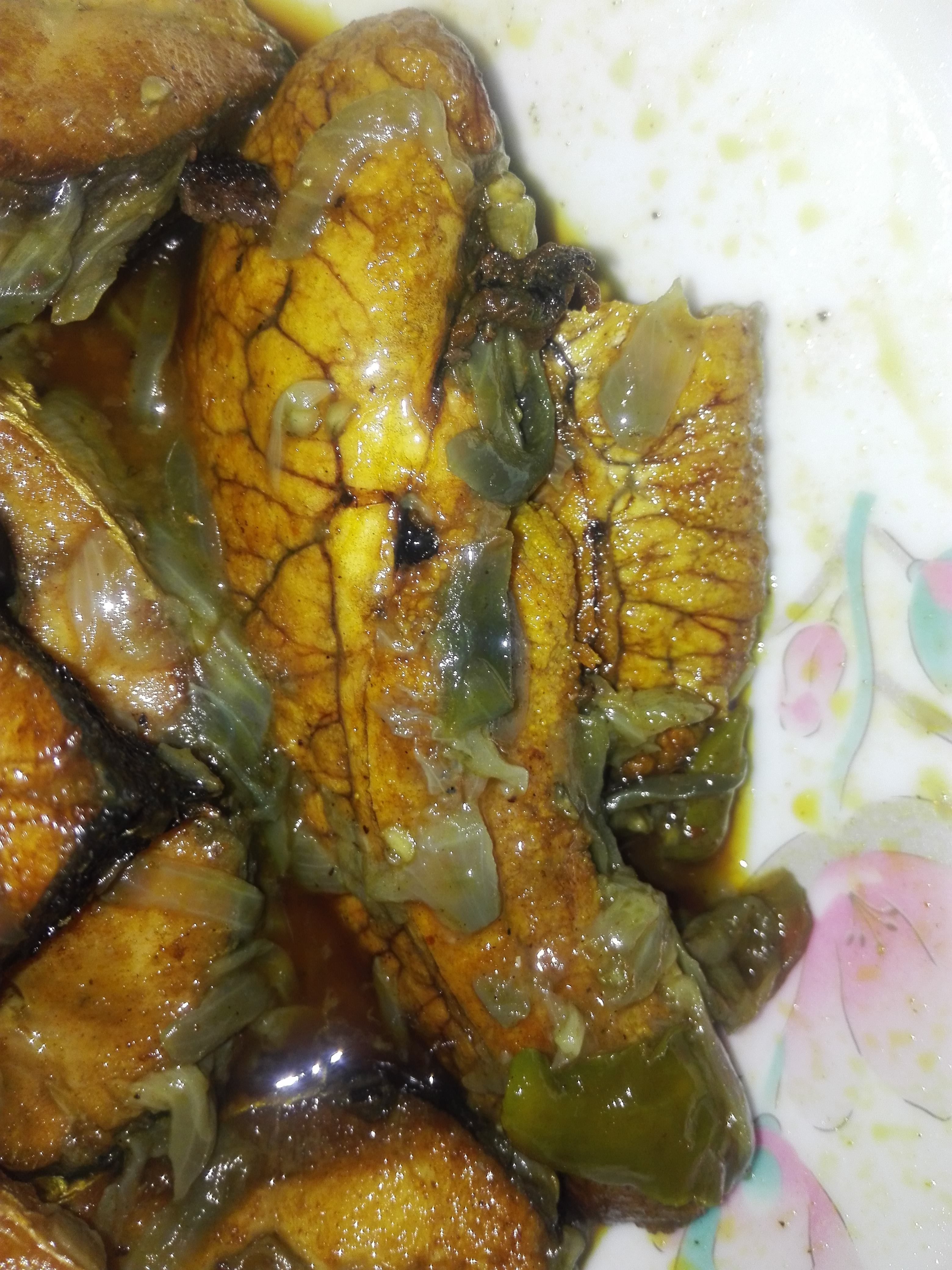
バングラデシュの淡水ニシンの魚卵カレー

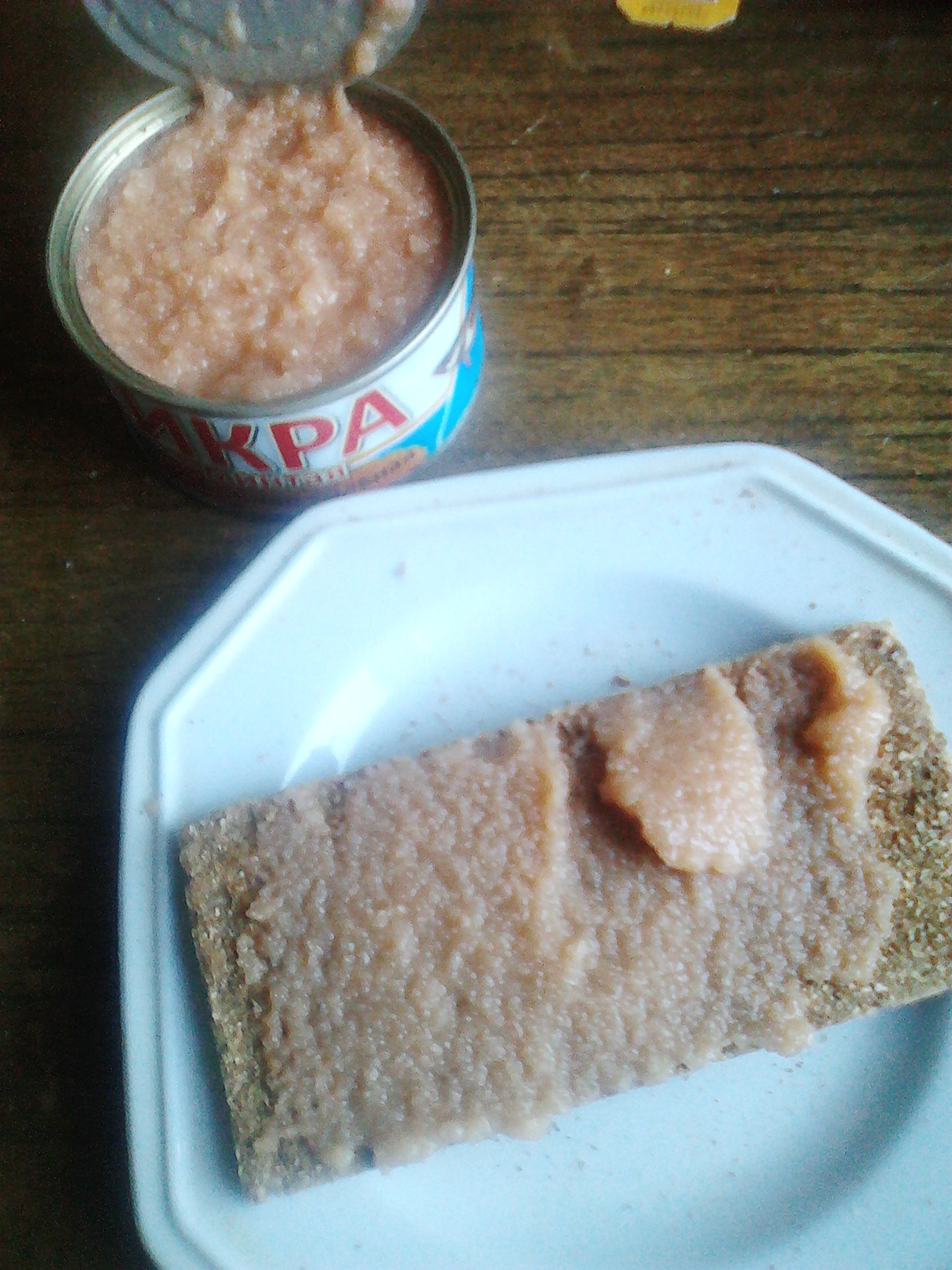
ロシアのタラコ（イクラー ミンターヤ）

ボラなどの卵巣を塩漬けし、塩抜き後、天日干しで乾燥させたカラスミなどはよく食される。

### アフリカ
南アフリカ
インド系の多い地域ではカレーに入れたり、衣を付けて揚げて食す。

### アメリカ
アメリカ
太平洋からの鮭、ニシン、シャッド。チョウザメ科、またキャビアの代替としてアミア・カルヴァなどが生産される。スポットエビの卵は北太平洋の珍味である。南東部の海岸では、カレイの卵が人気がある。
近年の日本食ブームに伴い「スパイシーキャビア」の名で辛子明太子の消費も増えている。
ペルー
食べる文化がある

### アジア
韓国
日本の辛子明太子と類似した明卵漬（ミョンランジョッ）がよく食べられている。
中国
中国でも日本と同様にカニの卵が高級な食べ物とされている。
台湾
台湾ではボラのからすみが「烏魚子」と呼ばれ台湾の名産品とされる。
バングラデシュ、インド、イラン
食べる文化がある
マレーシア
Toli Shad（ニシン科）の卵が高価な食材とされる。
イスラエル
コイ、ニシン、ボラ、稀にサケの魚卵が食される。イスラエルでは魚卵は一般的にロシア名のイクラを付けた呼称で呼ばれており、キャビアと呼ぶ場合にはチョウザメのみを指す。

### ヨーロッパ
地中海の全域で様々な種類の魚の卵巣で、カラスミの一種ボッタルガが作られる。
デンマーク
鱈の卵が食される
フランス
カニ、エビの卵が食される。
フィンランド
ホワイトフィッシュの卵が食される。
ギリシャ、トルコ
タラモサラタと呼ばれる魚卵を使った伝統料理がある。
イタリア
ボッタルガと呼ばれるからすみの一種が食用とされる。
オランダ
ニシンの卵はフライにされ食べられている。
ノルウェー
一般的にはタラでキャビアが作られるが、ランプフィッシュやカラフトシシャモの卵からも作られる。冬の間は、タイセイヨウダラの卵を使った料理(mølje)が食べられる。この卵を揚げてパンと共に食べることもある。
ポルトガル
イワシや鱈の卵がオイル漬にして販売されている。ヘイクの新鮮な卵も食される。
ルーマニア
Salată de icre（ギリシャのタラモサラタと同様）を筆頭に非常に一般的であり、朝食の際には焼いたパンの上で供されることがある。
ロシア・旧ソ連圏
ロシア語では魚卵全般がイクラ（"икра"）と呼ばれ、日本語でサケの魚卵を指すイクラの由来となった。チョウザメの卵であるキャビアはチョールナヤ・イクラー（黒い魚卵の意味）と呼称され、特に珍重されている。サケの卵も赤い魚卵の意味で呼ばれており、食用とされている。また、日本ではタラコにされるスケトウダラの卵はペースト状にしたものが缶詰にされ販売されており、パンなどに塗って消費される。
スペイン
鱈とヘイクの卵が長い間普通に食されている。クロジマナガダラ、ツナの塩漬けし乾燥させた魚卵がアンダルシア州等で伝統的に食される。沿岸部全域ではウニも食べられている。
スウェーデン
燻製塩漬けした鱈の卵が食べられる。カレス・キャビアという有名ブランドがある。モトコクチマスの軽く塩漬けしたものはロイロム(Löjrom)と呼ばれる。ランプフィッシュの卵やイクラ(Laxrom)も食される。

## 養殖時の処理
養殖場では、採取した卵巣に対し魚病対策として吸水前消毒という処理を行う。方法として、等張液で洗浄後、日本では卵が給水する前にポピドンヨードの溶液50ppm、15分で薬浴する。
吸水前消毒の歴史は、1930年に消毒剤のアクリフラビンによる処理に始まり、1969年に若干の魚毒性があるがポビドンヨードが試され、サケ・マスの養殖で広く普及した。国際獣疫事務局などでも100ppmのポビドンヨード溶液に10分薬浴することが推奨されている。
海産魚では、ポビドンヨードでの消毒が難しいベータノダウイルスを消毒するため、オゾン処理海水や電解海水が用いられる。